# Antarctic Sund (Groenland)
Het Antarctic Sund is een zeestraat in Nationaal park Noordoost-Groenland in het oosten van Groenland.
Het water is vernoemd naar het schip de Antarctic waarmee dit gebied werd bevaren.

## Geografie
De zeestraat maakt deel uit van het fjordencomplex van het Koning Oscarfjord en het Keizer Frans Jozeffjord. Het water is noordwest-zuidoost georiënteerd en verbindt het Keizer Frans Jozeffjord in het noordwesten met het Koning Oscarfjord in het zuidoosten. Het heeft een lengte van meer dan 40 kilometer.
In het noordoosten wordt het fjord begrensd door Ymer Ø en in het zuidwesten door het Suessland.